# Červená Voda (Slovacchia)
Červená Voda (in ungherese Kisszebenmajor) è un comune della Slovacchia facente parte del distretto di Sabinov, nella regione di Prešov.

## Storia
L'abitato è sorto nel 1956.